# Иммерсивный маркетинг

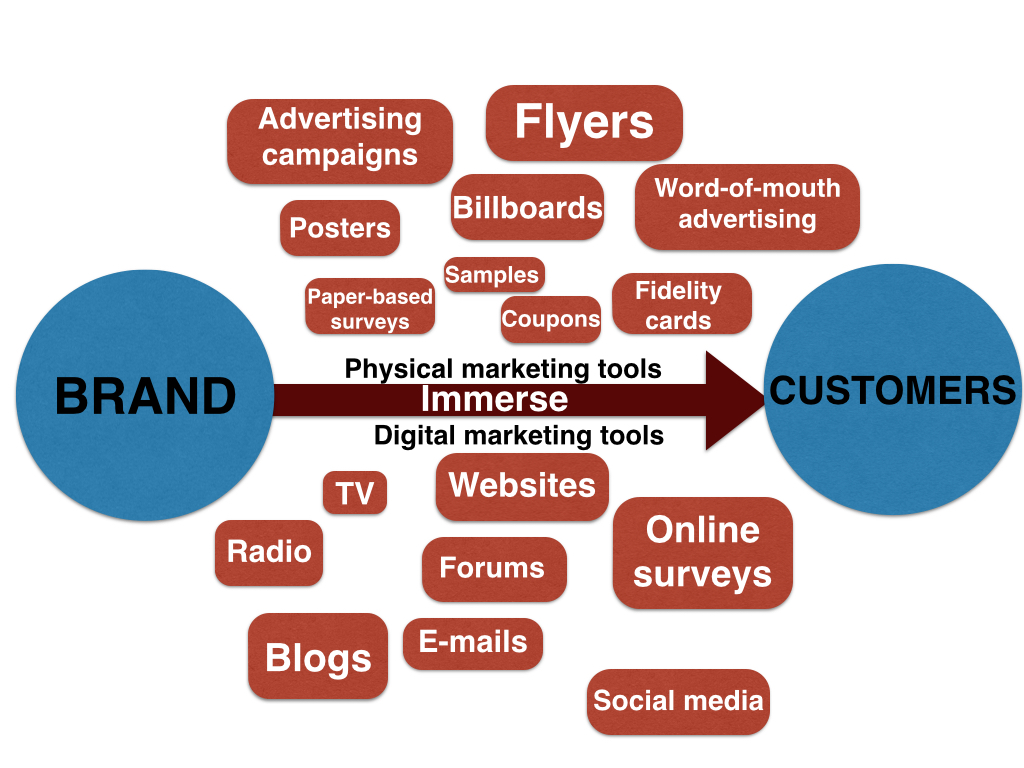

Иммерсивный маркетинг включает в себя классические и инновационные инструменты продвижения бренда. В их числе: традиционная реклама, связи с общественностью (PR), «сарафанное радио», цифровой маркетинг, сэмплинг (раздача образцов продукции), раздача купонов. Эти инструменты помогают донести до потребителя подробную информацию о бренде и его продукте. Фактически иммерсивный маркетинг закрывает все вопросы, касающиеся продвижения товара на рынке. Данная концепция предусматривает совместную работу отделов маркетинга, рекламы и связей с общественностью для донесения информации о бренде по нескольким каналам.
Иммерсивный маркетинг следует за так называемым экспериментальным или событийным маркетингом. При использовании этой стратегии огромное внимание уделяется вовлечению потребителей в бренд для его совместного развития. Шар Ван Боскирк из Forrester Research характеризует данный подход как «целостный и всеохватывающий опыт по любому каналу, с которым взаимодействует клиент».

## Подход к работе с клиентами
Иммерсивный маркетинг задействует более деликатные методы по сравнению с традиционными способами продвижения товара. Потенциального покупателя приглашают в дружелюбную среду (например, в розничный магазин), а не настойчиво подталкивают к приобретению товара при помощи безостановочной агрессивной рекламы. Идея заключается в том, чтобы побудить клиентов к двустороннему взаимодействию с брендом. Вместо пассивно-агрессивного подхода маркетологи должны быть агрессивно-пассивными, чтобы добиться успеха в привлечении потребителей.
По словам управляющего директора TBA Гая Хорнера, потребители, как правило, предпочитают следующий подход: «Все сводится к созданию увлекательного взаимодействия с брендом, которое объединяет покупателей» — говорит он.
По мере того как диджитал и экраны становятся частью повседневной жизни, бренды все больше осваивают иммерсивные технологии — это даст им возможность привлечь потребителей, предоставив им опыт в реальной жизни. Том Берч из Pixel Artworks, креативной продюсерской компании, которая создавала иммерсивные впечатления для таких компаний, как Adidas, Disney и Macallan, описал пять слагаемых незабываемого и захватывающего опыта:
1. Внедрение иммерсивной технологии
2. Геймификация впечатлений и создание контента в реальном времени
3. Дополненная реальность и носимые устройства первого поколения
4. Взаимодействие с подключенным контентом
5. Измерение показателей

## В центре внимания — информация
Особенность иммерсивного маркетинга заключается в донесении информации о продукте по различным медиаканалам. Чтобы донести смысл до потребителя, информация должна быть последовательной и одинаковой для всех каналов.
Ее донесение должно быть максимально простым и понятным представителям целевой аудитории рынка независимо от того, каким способом распространяется информация: по радио, телевидению, в социальных сетях, через рекламные листовки и купоны, образцы продукции и др. Любой контакт потенциального клиента с брендом призван сформировать у потребителя определенный опыт в рамках выбранной концепции продвижения продукта.

## Иммерсивные методы исследования рынка
Иммерсивные методы исследования рынка помогают компаниям понять, как потребители воспринимают продукт, и тем самым спрогнозировать их дальнейшее поведение.
Компании используют такие инструменты в следующих случаях:
- Когда нужно понять, как, когда и почему клиенты используют их продукты;
- При изучении новых сегментов рынка;
- При поиске новых идей от потребителей;
- При анализе уровня удовлетворенности клиентов качеством продукта и сервиса;
- Если прежние результаты маркетинговых исследований устарели или отсутствуют.

## Иммерсивный маркетинг в России
Русская школа маркетинга рассматривает эту стратегию в рамках подхода компании Sales Machine. По их определению: «иммерсивный маркетинг — это формирование у клиента эмоционально окрашенного опыта владения товаром или услугой в будущем. В рамках такого подхода маркетинг и продажа — это единый процесс».

## Примеры иммерсивного маркетинга
Рекламная кампания, основанная на методах иммерсивного маркетинга, должна иметь сильный посыл. Информация распространяется по всем каналам связи в местах нахождения потенциальных покупателей. Например, в качестве рекламного лозунга будем использовать девиз компании, а в качестве локации — жилой комплекс. Его жители сыграют роль наших потенциальных клиентов. В этом случае стратегия продвижения продукта будет состоять из следующих действий:
- Размещение рекламного щита у входа в жилой комплекс;
- Размещение рекламной информации на экранах, которые располагаются в фойе здания;
- Размещение рекламы на экранах, расположенных в тренажерном зале жилого комплекса;
- Размещение рекламных плакатов в лифте
- Раздача купонов и листовок с рекламой продукции;
- Рассылка писем по электронной почте;
- Почтовая рассылка каталогов и брошюр.

Еще один из современных примеров иммерсивного маркетинга: обслуживание клиентов в метавселенной. Тренд — Компании переносят обслуживание клиентов в метавселенную, чтобы предоставлять им более ценную поддержку. Инсайт — Метавселенная применима не только в играх, искусстве и дизайне, но и в функциональных процессах, которые удовлетворяют потребности бизнеса и клиентов. Так компании создают клиентский опыт, предлагающий более эффективное и захватывающее взаимодействие с брендами.